# جين مادن
جين مادن (بالإنجليزية: Gene Madden) هو لاعب كرة قاعدة أمريكي، ولد في 5 يناير 1890 في Elm Grove, West Virginia ‏ في الولايات المتحدة، وتوفي في 6 أبريل 1949 في أوتيكا في الولايات المتحدة.

## وصلات خارجية
- جين مادن على موقعبيزبول رفرنس.كوم (الدوري الرئيسي) (الإنجليزية)
- جين مادن على موقعبيزبول رفرنس.كوم (الدوري الثانوي) (الإنجليزية)
- جين مادن على موقع جمعية أبحاث البيسبول الأمريكية (الإنجليزية)